# Lithocarpus psammophilus
Lithocarpus psammophilus är en bokväxtart som beskrevs av Aimée Antoinette Camus. Lithocarpus psammophilus ingår i släktet Lithocarpus och familjen bokväxter. Inga underarter finns listade.